# Хон Гіль Дон (фільм)
«Хон Гіль Дон» (кор. 홍길동) — північнокорейський пригодницький бойовик з елементами бойових мистецтв, що вийшов 1986 року. Демонструвався також в країнах соціалістичного блоку та СРСР.
Дія фільму розгортається в Середні віки в Кореї і оповідає про парубка Хон Гільдона — захисника простого народу. У високопоставленого корейського чиновника Хона народжуються два сини. Матір одного з них — Гіль Дона — наложниця Чунь Сун. Її з Гіль Доном принижує офіційна дружина чиновника. У Хон Гіль Дона, на диво розумного хлопця, все це викликає хвилю нерозуміння. Навчившись у свого діда бойовим мистецтвам, він стає на захист простого народу.

## Сюжет
Дія фільму починається в XVII столітті в Сеулі. У високопоставленого корейського чиновника Хона народжується по сину: від офіційної дружини і від наложниці. Матір одного з них — Гіль Дона — наложниця Чунь Сун, іншого  — Ін Хьона — офіційна дружина. Дружина з презирством ставиться до малого Гіль Дона, забороняє йому навіть називати Ін Хьона братом, а пана Хона — батьком. Чунь Сун боїться заперечити несправедливості та вчить сина коритися.
У цей час до царя прибувають звітувати управителі провінцій. Монарх дізнається, що в провінції Пхеньян народ обкладений важкою трудовою повинністю та орудує банда розбійників. Але радник Лім — підлабузник і боягуз, стверджує, що все добре. Цар відряджає Хона у Пхеньян перевірити як там справи. Дружина Хона не хоче їхати з чоловіком, натомість Чунь Сун погоджується. Ще більше ненавидячи суперницю, дружина підкупляє розбійників, щоб вони убили в дорозі Чунь Сун і Гіль Дона. Несподівано їх рятує дивакуватий старий, який голіруч долає розбійників. Це виявляється батько Чунь Сун. Гіль Дон просить навчити його битися так само.
Майстер бере Гіль Дона і його матір до себе і стає вчителем хлопчика, щоб той став борцем за справедливість. Він дає Гіль Дону щоденне завдання — перестрибувати через молоду сосну. В міру того як дерево росте, хлопчику доводиться стрибати все вище і вище. Минають роки і Гіль Дон стає дорослим воїном.
Одного разу Гіль Дон бачить у шинку розбійників. Лиходії пропонують приєднатися до них. Гіль Дон впізнає їхнього ватажка і вбиває його, а потім визволяє викрадену розбійниками дівчину, котру звати Ян Хва. Вона виявляється дочкою радника Ліма. Ян Хва і Гіль Дон закохуються одне в одного. Учитель застерігає, що Гіль Дон повинен обрати одне — або кохання, або боротьбу з несправедливістю.
Лім дізнається хто врятував його дочку та пропонує Хону зіграти весілля їхніх дітей. Але довідавшись, що Гіль Дон — син наложниці, Лім передумує. Тим часом Гіль Дон вирішує піти до людей. Разом з матір'ю він повертається до батька, який думав, що ті давно загинули. Брат Гіль Дона в захваті від його вмінь, але дружина пана Хона не покидає мрій згубити Гіль Дона. Вона підкупляє іншого розбійника, брата убитого ватажка. Той відмовляється від грошей аби лише помститися Гіль Дону. Ін Хьон попереджає брата про небезпеку, той перемагає розбійника, але відпускає його на прохання Ін Хьона. Гіль Дон вирішує піти з дому, а брата просить піклуватися про Чунь Сун.
Гіль Дон зустрічає жінку, в якої солдати забрали останні харчі. Побивши їх, Гіль Дон повертає жінці її майно. Потім він бачить як слуги чиновника хочуть вчинити розправу над дитиною чоловіка, що не хотів розповідати де ховаються бунтівники. Гіль Дон перемагає свиту чиновника, а його самого підвішує за руки на дереві. Селяни, що страждали від свавілля чиновника, вриваються в його дім і повертають відібране в них збіжжя. Іншого багатія Гіль Дон примушує самого роздати рис простолюдинам, а потім захищає їх від грабіжників. Їхній ватажок, якого Гіль Дон раніше помилував, розкаюється та стає жити чесно. Лім примушує дочку одружитися з багатим нелюбом. Ян Хва чує перекази про таємничого народного месника та здогадується, що це Гіль Дон.
Розбійник приєднується до Гіль Дона й розповідає як «чорні дияволи» (японські ніндзя) спустошують Корею. Згодом японці викрадають з царського палацу реліквію. Цар наказує Хону з Лімом повернути вкрадене. Гіль Дон просить розбійників дізнатися звідки нападають ніндзя. Від пораненого солдата він дізнається, що вороги також пограбували дім Ліма та забрали його дочку. Гіль Дон збирає селян і солдатів на боротьбу з ніндзя. Колишні розбійники виявляють прихований табір ніндзя та кличуть на підмогу Гіль Дона. Той приводить армію повстанців, які вбивають японців попри всі їхні хитрощі. Гіль Дон сходиться в поєдинку з ватажком ніндзя та пронизує його мечем.
Цар дякує Гіль Дону та обіцяє йому винагороду. Той просить дати селянам самим працювати на власній землі. Ін Хьон же просить правителя дозволити Гіль Дону одружитися з Ян Хва. Проте Лім розповідає, що закохані з різних прошарків суспільства і цар погоджується, що не може допустити такого шлюбу. Тоді Гіль Дон з Ян Хва та соратниками відпливає з Кореї на кораблі, щоб знайти місце, де всі люди рівні.

## Цікаві факти
- В основі сюжету фільму лежить середньовічний корейський роман «Сказання про Хон Гільдона», корейського автора Хо Гюна.
- Цікаво, що моральною ідеологією у фільмі вибрано даосизм.
- Багато бойових сцен і сюжетних поворотів фільму зроблені під явним впливом китайських фільмів про кунг-фу.
- Головні злодії фільму — ніндзя із Японії, з котрою у КНДР завжди були дуже напружені відносини.
- Стилістика першої половини фільму дещо нагадує історії про Робін Гуда — головний герой, по суті, шляхетний розбійник, котрий захищає простий народ від утисків чиновників.